# فیات استرادا
فیات استرادا (Fiat Strada) خودرویی است که از سال ۱۹۹۶–٢٠١١ در میناس گرایس، برزیل، آفریقای جنوبی و نیسان تولید شده‌است.
این خودرو در کلاس وانت قرار گرفته و طراحی آن خودروهای موتور جلو-محور جلو بوده‌است. سیستم جعبه‌دندهٔ آن ۵ دنده به صورت دستی است. این خودرو توانایی حمل تا ۷۰۰ کیلوگرم بار را دارد
نمای پشتی این خودرو بسیار شبیه به وانت پراید است.

## نگارخانه

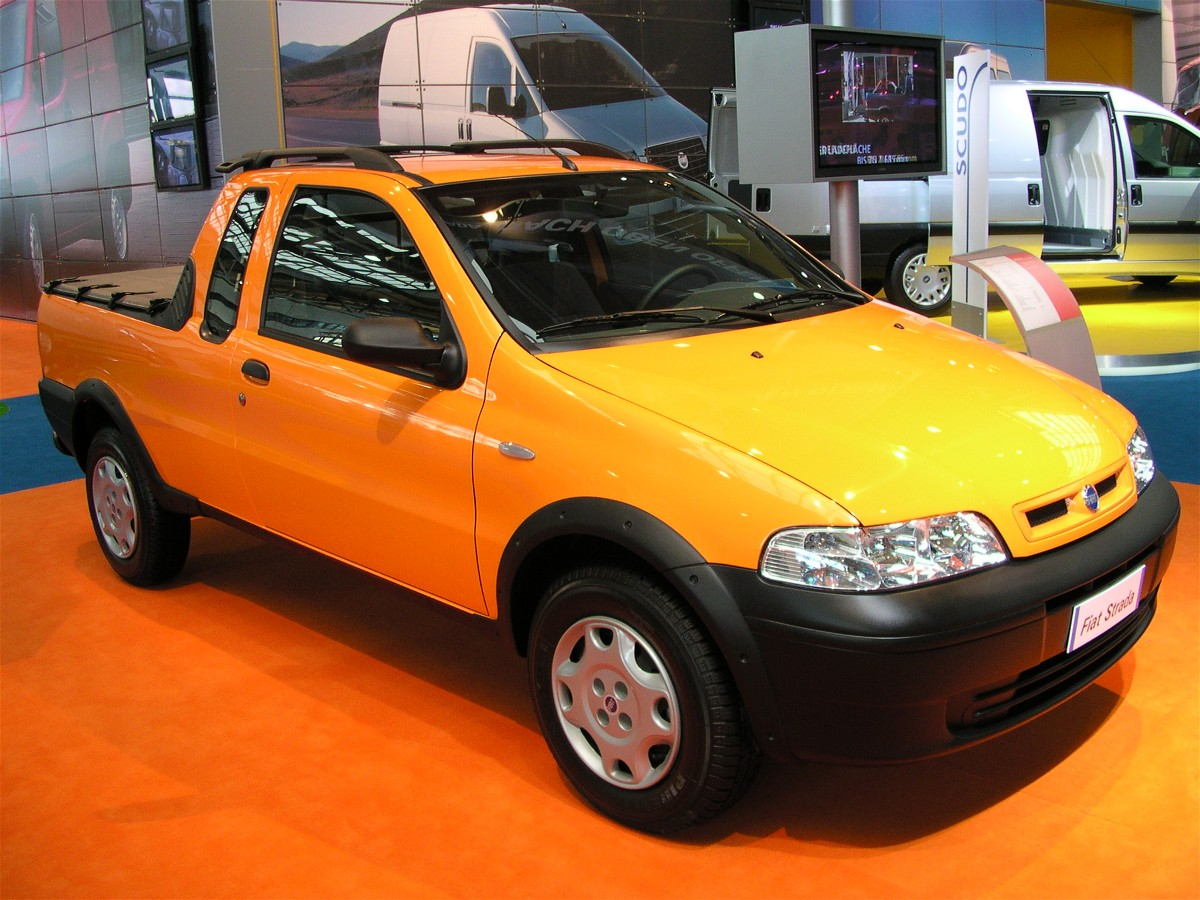
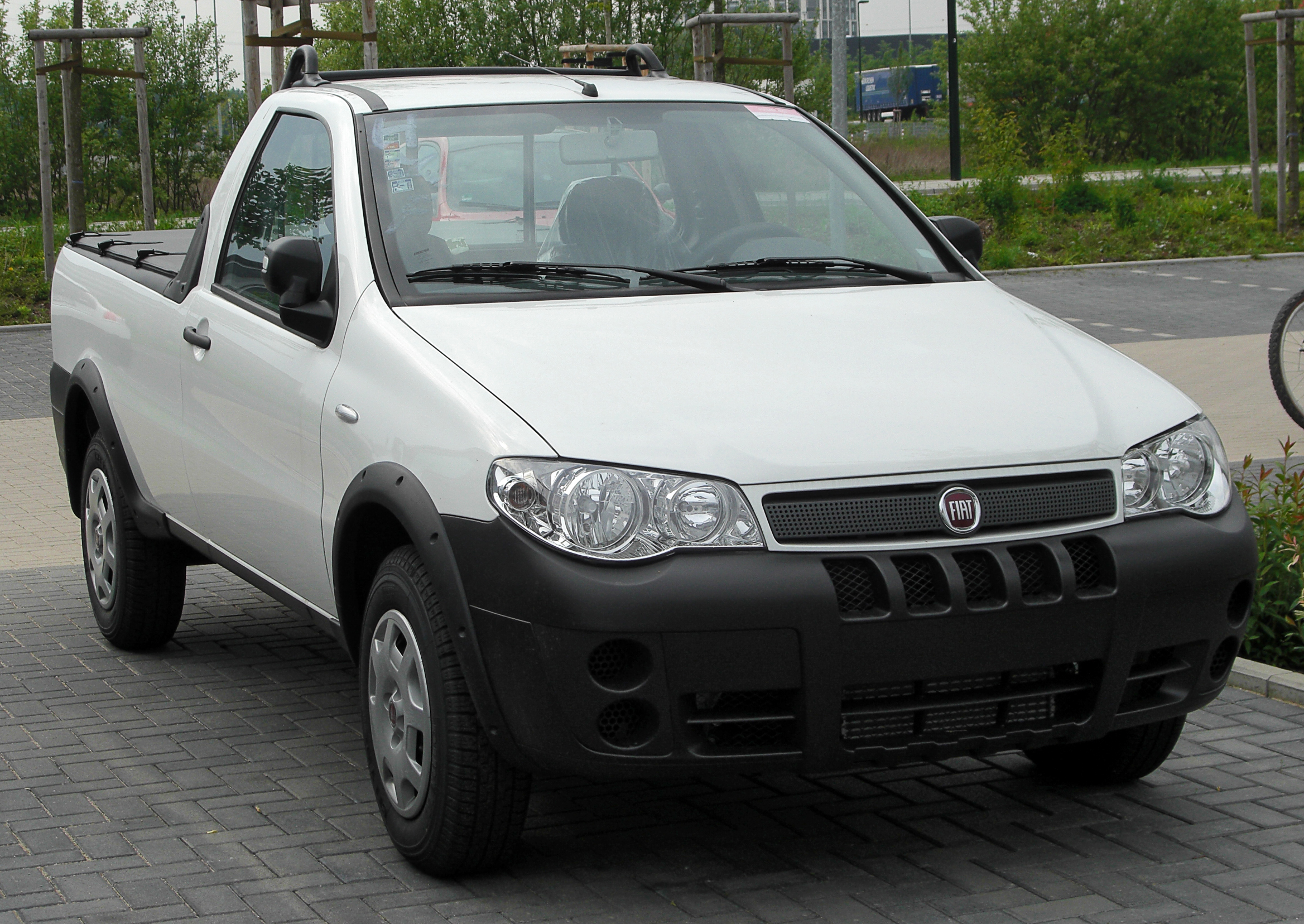
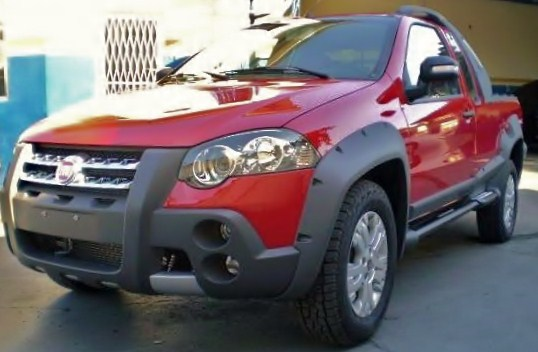
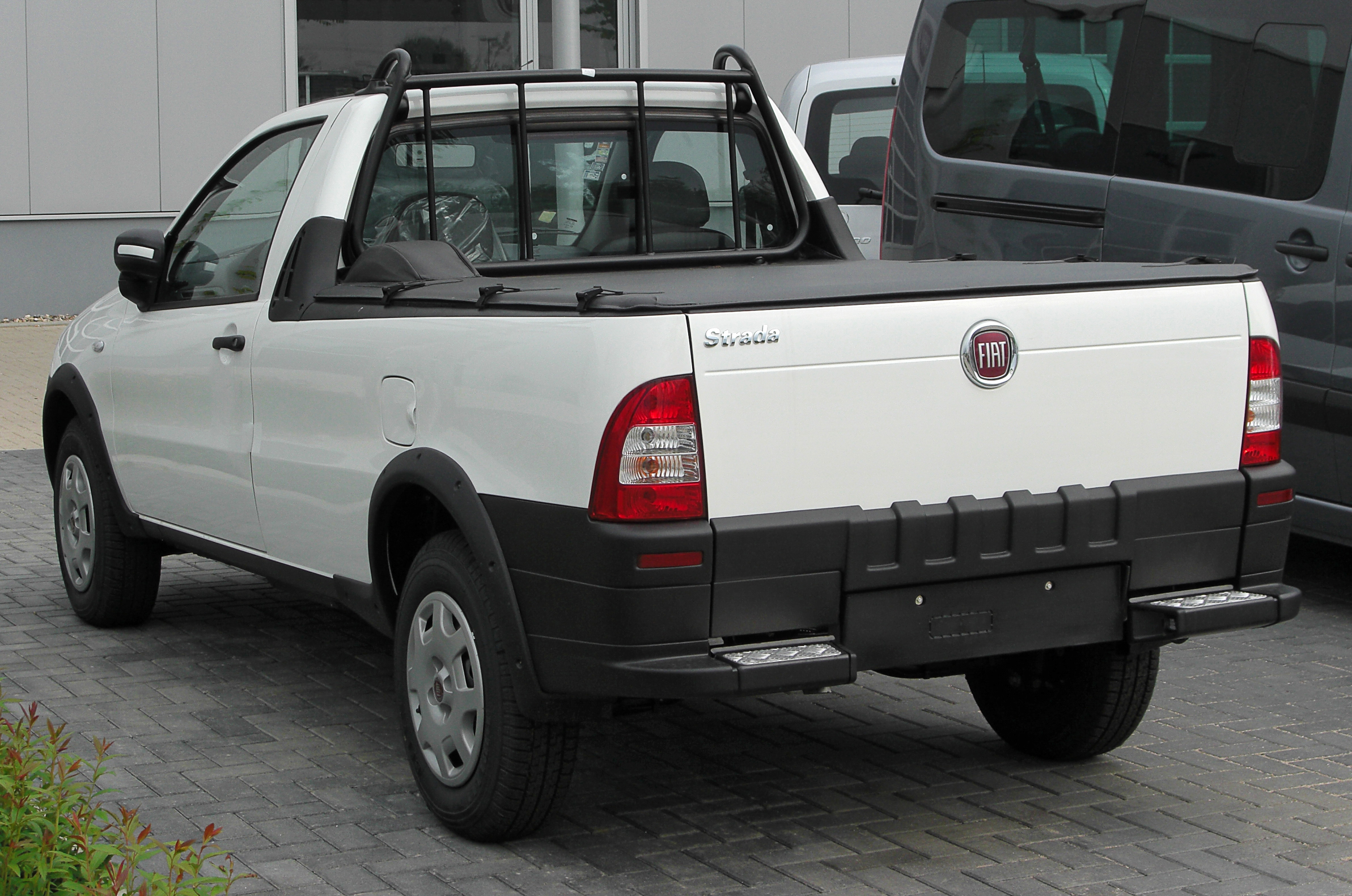
نمای عقب فیات استرادا